# قومية سوداء
القومية السوداء هي نوع من القومية أو القومية التي تتبنى الاعتقاد بأن السود هم عرق ويسعى إلى التطوير والحفاظ على هوية وعرقية القومية السوداء. ويدور النشاط القومي الأسود حول التمكين الاجتماعي والسياسي والاقتصادي للمجتمعات السوداء والسكان، خاصةً لمقاومة الاندماج في الثقافة البيضاء (من خلال التكامل أو غير ذلك) والحفاظ على هوية سوداء مميزة.
غالبًا ما يروج القوميون السود للانفصالية السوداء، والتي تفترض أن السود يجب أن يشكلوا دولًا قومية منفصلة إقليمياً. بدون تحقيق هذا الهدف، يستخدم بعض الانفصاليين السود نهج "أمة داخل دولة"، ويدعون إلى درجات مختلفة من الفصل المحلي. يدافع القوميون الأفارقة السود بشكل مختلف عن الوحدة الأفريقية القارية (بهدف الانتقال في نهاية المطاف بعيدًا عن القومية العرقية) أو الوحدة الثقافية بين الشتات الأفريقي، والتي تستلزم إما العودة إلى إفريقيا أو اتصال مستمر بين الأمم الأفريقية والأمريكية السوداء. يتصور بعض القوميين السود في الولايات المتحدة، الذين يرفضون النزعة الانفصالية السوداء، الأمة السوداء من منظور ثقافي كجزء من التعددية الأمريكية.   بعض القوميين السود يروجون لتفوق السود، والذي يتصور تفوق السود على الجماعات العرقية الأخرى. غالبًا ما يرفض القوميون السود المصطلح ومقارناته مع المتعصبين للبيض، ويصفون حركتهم بأنها رد فعل مناهض للعنصرية لتفوق البيض والليبرالية البيضاء عمى الألوان على أنها عنصرية.  يجادل منتقدو القومية السوداء بأنها تروج للعنف والعداء العنصري وأشكال أخرى من التمييز.  
نشأت القومية السوداء داخل الجالية الأمريكية من أصل أفريقي في الولايات المتحدة. وفي أوائل القرن العشرين عززت غارفي التي روج لها ماركوس غارفي في الولايات المتحدة أفكار القومية السوداء. وأثبتت أفكار القومية السوداء ايضاً ـأثيرها على حركة الإسلام الأسود، ولا سيما مجموعات مثل أمة الإسلام التي أسسها إيليا محمد. وخلال الستينيات، أثرت القومية السوداء على حزب الفهد الأسود وحركة القوة السوداء الاوسع.

## التاريخ المبكر

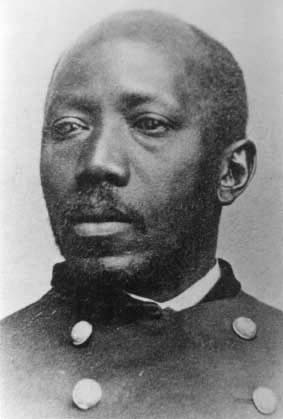
مارتن دلايني

كان مارتن دلايني (1821-1885)، وهو أمريكي من أصل أفريقي مؤيد لإلغاء عقوبة الإعدام، أول مناصر لقومية السود.
مستوحاة من نجاح الثورة الهايتية، تكمن أصول القومية الأفريقية والسوداء في الفكر السياسي في القرن التاسع عشر وأوائل القرن العشرين مع اشخاص مثل جاءت ماركوس غارفي وبنجامين «باب» سينجلتون وهنري ماكنيل ومارتن ديلاني وهنري هايلاند جارنت وإدوارد ويلموت بلايدن وبول كافي، واخرين. وكانت إعادة العبيد الأمريكيين من أصل أفريقي إلى ليبيري أو سيراليون موضوعاً قومياً اسوداً شائعاً في القرن التاسع عشر. وكانت جمعية تحسين الزنوج العالمية لماركوس غارفي في عشرينيات القرن الماضي اقوى حركة قومية سوداء حتى الآن، حيث تضم ملايين الأعضاء. وعارض القادة السود الرئيسيون حركة غارفي، وسحقها عمل الحكومة. ومع ذلك، تذكر العديد من خريجيها خطابها الملهم.
ووفقاً لويلسون إرميا موسى، يمكن فحص القومية السوداء كفلسفة من ثلاث فترات مختلفة، مما أدى إلى ظهور وجهات نظر أيديولوجية مختلفة لما يمكن ان نعتبره اليوم القومية السوداء.
بدأت الفترة الأولى من القومية السوداء ما قبل الكلاسيكية عندما جُلب الافارقة الأوائل إلى الأمريكيتين كعبيد خلال الفترة الثورة الأمريكية.
وبدأت الفترة الثانية من القومية السوداء بعد الحرب الثورية. تشير هذه الفترة إلى الوقت الذي شعر فيه عدد كبير من الافارقة المتعلمين داخل المستعمرات «تحديداً داخل نيو انجلاند وبنسلفانيا» بالاشمئزاز من الظروف الاجتماعية التي نشأت من أفكار التنوير. من طريقة التفكير هذه جاءت صعود الأفراد داخل المجتمع الأسود الذين سعوا إلى إنشاء منظمات من شأنها توحيد السود. وكانت نية هذه المنظمات هي تجميع السود معاً حتى يتمكنوا من التعبير عن مخاوفهم ومساعدة مجتمعهم في التقدم بنفسه. ويمكن العثور على هذا الشكل من التفكير في الشخصيات التاريخية مثل: برنس هول وريتشارد ألين وأبشالوم جونز وجيمس فورتن وسايروس بوستيل وويليام جراي من خلال حاجتهم لان يصبحوا مؤسسين لمنظمات معينة مثل المحافل الماسونية الأفريقية، والجمعية الأفريقية الحرة، والمؤسسات الكنسية مثل الكنيسة الأسقفية الأفريقية للقديس توماس. عملت هذه المؤسسات كأسس مبكرة لتطوير منظمات مستقلة ومنفصلة لشعوبها. كان الهدف هو إنشاء مجموعات لتشمل أولئك الذين استبعدوا مرات عديدة من مجتمعات البيض فقط والمنظمات التي تمولها الحكومة.
نشأت الفترة الثالثة من القومية السوداء خلال فترة ما بعد إعادة الإعمار، ولا سيما بين مختلف دوائر رجال الدين الأمريكيين الأفارقة. وأُنشأت بالفعل الدوائر المنفصلة وقبولها لان الأمريكيين من أصل أفريقي عانوا منذ فترة طويلة من اضطهاد العبودية وجيم كرويسم في الولايات المتحدة منذ إنشائها. وأدت ظاهرة رجال الدين إلى ولادة شكل حديث من القومية السوداء التي شددت على الحاجة إلى فصل السود عن غير السود وبناء مجتمعات منفصلة من شأنها ان تعزز الكبرياء العرقي وتجمع الموارد. وأصبحت الايدولوجية الجديدة فلسفة مجموعات مثل معبد العلوم المغاربي وأمة الإسلام.  وبحلول عام 1930، كان والاس فرد محمد قد أسس أمة الإسلام. واستخدمت طريقته في نشر المعلومات حول أمة الإسلام أساليب غير تقليدية لتجنيد الافراد في ديترويت بولاية ميشيغان. لاحقاً. قاد إيليا محمد أمة الإسلام وأصبح مرشداً لأشخاص مثل مالكوم إكس. وعلى الرغم من ان الستينيات قد جلبت فترة من القومية الدينية والثقافية والسياسية المتزايدة، الا ان القومية السوداء هي التي من شأنها أن تؤدي إلى الترويج للنزعة الأفريقية.

### برنس هال

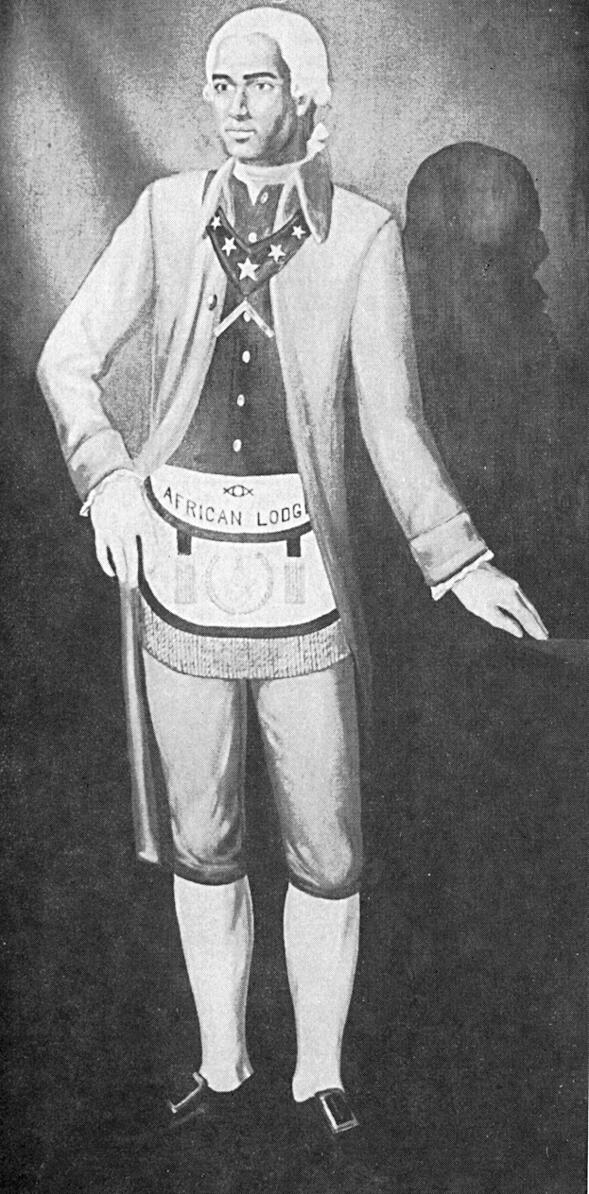
برنس هال

كان برنس هال زعيمًا اجتماعياً مهماً في بوسطن بعد الحرب الثورية. وهو معروف بمساهمته كمؤسس الماسونية السوداء. حياته وماضيه غير واضحين، لكن يُعتقد أنه كان عبداً سابقاً وحُرر بعد واحد وعشرين عاماً من العبودية. وفي عام 1775، انضم خمسة عشر رجلاً اسوداً أخرين مع هال إلى نزل الماسونيين للجنود البريطانيين، وبعد رحيل الجنود أنشأوا نزلهم الأفريقي الأول وحصلوا على مكانة كاملة في عام 1784. ولا يعاملونهم على قدم المساواة ولذا بدأ هال في مساعدة المحافل الماسونية السوداء الأخرى في جميع انحاء البلاد لمساعدة قضيتهم – للتقدم كمجتمع معاً على الرغم على الرغم من أي صعوبات جلبها لهم العنصريون. وكُرم هال بشكل أفضل لمساهماته في المجتمع الأسود جنباً إلى جنب مع التماساته (رُفض الكثير منها) باسم القومية السوداء. وفي عام 1787، قدم التماساً إلى مجلس إلى المجلس التشريعي في ولاية ماساتشوستس دون جدوى لإعادة السود إلى أفريقيا (للحصول على الحرية «الكاملة» من تفوق البيض). وفي عام 1788، كان هال من المساهمين المعروفين في تمرير تشريع تحريم تجارة الرقيق والمتورطين فيها. واصل هال جهوده لمساعدة مجتمعه، وفي عام 1796 التماسه لموافقة بوسطن على تمويل مدارس السود. وعلى الرغم من عد قدرة المدينة على توفير مبنى، أعار هال مبناه للمدرسة لتهرب منه. حتى وفاته عام 1807، واستمر هال في العمل من اجل حقوق السود في قضايا الإلغاء والحقوق المدنية والنهوض بالمجتمع بشكل عام.

## المجتمع الأفريقي الحر
في عام 1787 شكل ريتشارد ألين وأبشالوم جونز، الوزراء السود في ولاية بنسلفانيا، الجمعية الأفريقية الحرة في بنسلفانيا. وكان هدف هذه المنظمة هو إنشاء كنيسة خالية من القيود المفروضة على شكل واحد فقط من الدين، وتمهيد الطريق لأنشاء دار عبادة خاصة بمجتمعهم. لقد نجحوا في القيام بذلك عندما أنشأوا كنيسة القديس توماس الأفريقية الأسقفية في عام 1793. ضمت الجماعة العديد من الأعضاء الذين كانوا على وجه الخصوص من الرجال الذين الغوا عقوبة الإعدام والعبيد السابقين. غادر ألين المنظمة بعد عامين، اتباعاً لمعتقداته الخاصة بأن العبادة يجب ان تكون بصوت عالٍ وصريح. مع إعادة فرصة ليصبح راعي الكنيسة لكنه رفض العرض وتركه لجونز. وكانت الجمعية نفسها منظمة خيرية لا تُنسى سمحت لأعضائها بالتواصل الاجتماعي والتواصل مع شركاء الأعمال الاخرين، في محاولة لتحسين مجتمعهم. وكان نشاطها وأبوابها المفتوحة بمثابة نمو تحفيزي للمدينة حيث بدأت العديد من جمعيات المساعدة المتبادلة السوداء الأخرى في المدينة في الظهور. بالإضافة إلى ذلك، فأن المجتمع معروف بمساعدته خلال وباء الحمى الصفراء في عام 1793 المعروف انه أودى بحياة العديد من أبناء المدينة.

## الكنيسة الأسقفية الأفريقية للقديس توماس في فيلادلفيا، بنسلفانيا
تأسست الكنيسة الأفريقية أو الكنيسة الأسقفية الأفريقية في سانت توماس فيلادلفيا، بنسلفانيا في عام 1792 لأولئك المنحدرين من أصل أفريقي، ككنيسة حاضنة للمجتمع بهدف ان تكون بين الطوائف. وفي بداية تأسيس الكنيسة، أقيمت قداسها في المنازل والمدارس المحلية. وكان أحد مؤسسي المجتمع الأفريقي الحر أول كاهن أسقفي من أصل أفريقي أمريكي، أبشالوم جونز. وبني منزل الكنيسة الأصلي في شارع 5th وشارع Adelphi فيلادلفيا، والذي يعرف الآن باسم مكان القديس جيمس وكُرس في 17 يوليو 1794؛ تضمنت المواقع الأخرى للكنيسة: شارع 12 بالقرب من شارع والنت و57 th وشوارع اللؤلؤ، و52nd وشوارع باريش والموقع الحالي واوفربروك وشارع لانكستر في حي مزارع أوفربروك التاريخي في فيلادلفيا. الكنيسة في الغالب من أصل أمريكي- أفريقي. ولعبت الكنيسة وأعضاؤها دوراً رئيسيا في حركة إلغاء/ مناهضة العبودية والمساواة في الحقوق في القرن التاسع عشر.
«منذ عام 1960، شاركت سانت توماس في حركة الحقوق المدنية المحلية والوطنية من خلال عملها مع الرابطة الوطنية لتقدم الملونين (الجمعية الوطنية للنهوض بالملونين)، واتحاد الأساقفة السود، ومركز تصنيع الفرص (أو آي سي)، وعمل فيلادلفيا بين الأديان، ونساء الكنيسة الأسقفية. والأهم من ذلك أنها كانت في طليعة الحركة لدعم معرفة وقيمة الوجود الأسود في الكنيسة الأسقفية. واليوم، يستمر هذا التقليد بعضوية متزايدة من خلال مجموعة من الوزارات مثل التنشئة المسيحية، وجوقة شانيل، وجوقة الإنجيل، وفرقة الجاز، وزمالة الرجال، ووزارات الشباب، ومدرسة الكنيسة، ووزارة الصحة، ووزارة الرعاية، وبرنامج الرعي».

## القرن ال 20

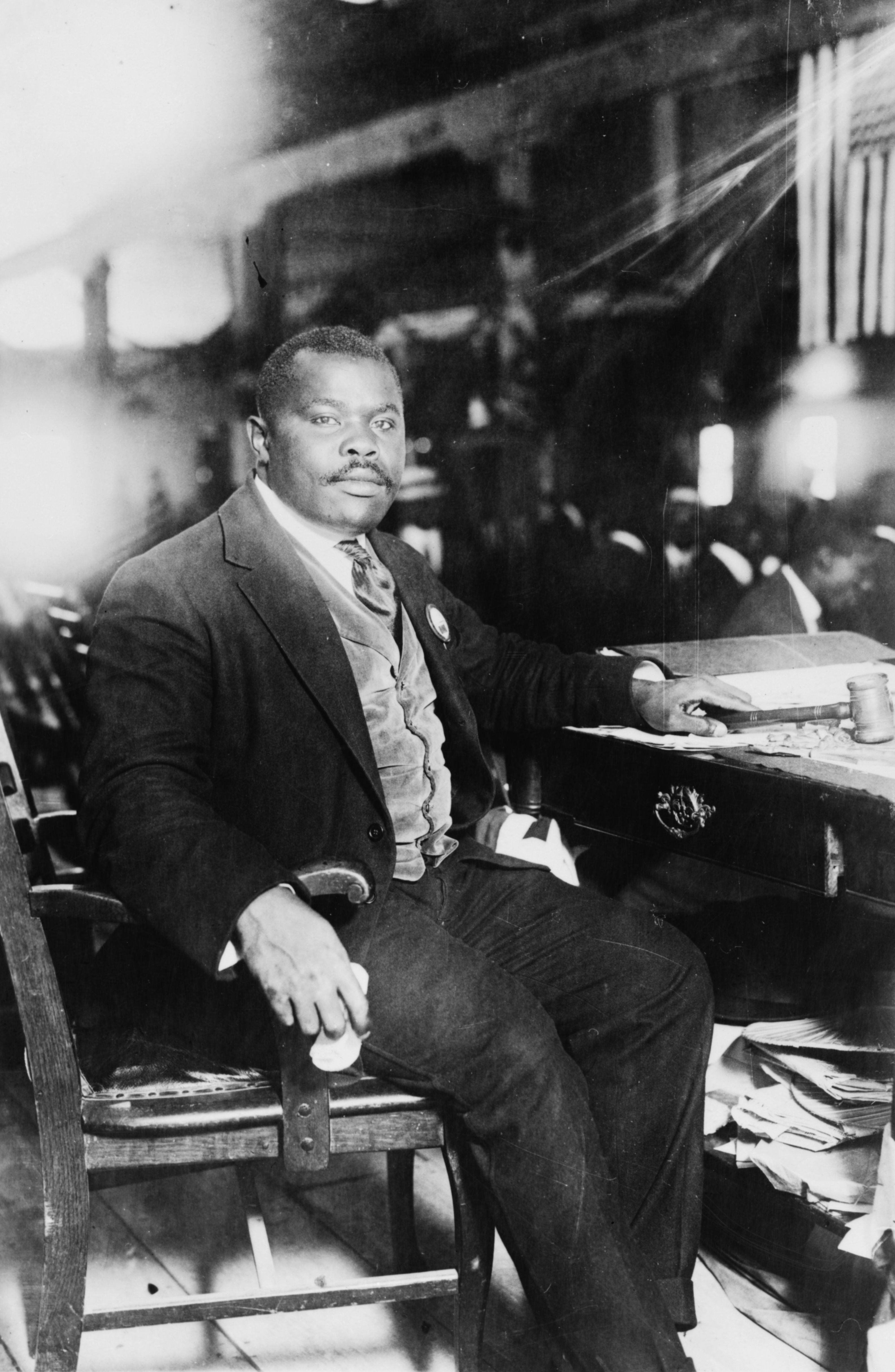
ماركوس غارفي

### ماركوس غارفي
شجع ماركوس غارفي الأفارقة في جميع أنحاء العالم على أن يفخروا بعرقهم وأن يروا الجمال في نوعه. أصبح هذا الشكل من القومية السوداء يعرف فيما بعد باسم غارفيسم . كانت الفكرة المركزية لغارفيسم هي أن الأفارقة في كل جزء من العالم هم شعب واحد ولن يتقدموا أبدًا إذا لم ينحوا جانبا اختلافاتهم الثقافية والعرقية ويتحدوا تحت تاريخهم المشترك. لقد تأثر بشدة بالأعمال السابقة لبوكر تي واشنطن ومارتن ديلاني وهنري مكنيل تيرنر .  استخدم غارفي جاذبيته الشخصية وفهم علم النفس الأسود وعلم نفس المواجهة لإنشاء حركة تحدت البرجوازيين السود من أجل عقول وأرواح الأمريكيين من أصل أفريقي. كانت عودة ماركوس غارفي إلى أمريكا مرتبطة برغبته في مقابلة الرجل الأكثر إلهامًا له، بوكر تي واشنطن، لكن غارفي لم يعد في الوقت المناسب لمقابلة واشنطن. على الرغم من ذلك، تقدم غارفي إلى الأمام في جهوده وبعد عامين، بعد عام من وفاة واشنطن، أنشأ غارفي منظمة مماثلة في أمريكا تُعرف باسم رابطة تحسين الزنوج المتحدة المعروفة باسم اتحاد.  تم توضيح معتقدات غارفي في فلسفة وآراء ماركوس غارفي وكذلك رسالة إلى الناس: مسار الفلسفة الأفريقية.

### أمة الإسلام
أسس والاس د. فارد أمة الإسلام في الثلاثينيات من القرن الماضي. وتولى فارد منصب تلميذه إيليا «بول» محمد، الذي أصبح فيما بعد زعيم التنظيم. وكان أساس المجموعة هو الاعتقاد بأن المسيحية كانت ديناً حصرياً للرجل الأبيض، بينما كان الإسلام هو الطريق للسود؛ كانت المسيحية ديناً، مثل العبودية نفسها، فرض على الأشخاص الذين عانوا على ايدي البيض اثناء استعبادهم. ومعتقدات أبناء أمة الإسلام على أساس الاستياء من الطريقة التي تعامل بها البيض تاريخيا من الملونين، وهي تتبنى أفكار القومية السوداء. لقد جندت الجماعة نفسها منذ قيادة إيليا محمد، آلاف الاتباع من جميع شرائح المجتمع: من السجون، وكذلك من الكبرياء الأسود والحركات القومية السوداء. ودعا أعضاء أمة الإسلام إلى ان الهدف لم يكن الاندماج في الثقافة الأمريكية البيضاء، ولكن بدلاً من ذلك خلق بصمتهم الثقافية ومجتمعهم المنفصل من اجل القضاء على الاضطهاد. وكان هدفهم هو ان يكون لديهم مدارسهم وكنائسهم وان يدعموا بعضهم البعض دون أي اعتماد على الجماعات العرقية الأخرى. ويُعرف أعضاء امة الإسلام بالمسلمين السود. وعندما أصبحت المجموعة أكثر وأكثر بروزاً مع شخصيات عامة مثل مالكوم إكس كخطباء لها، وتلقت اهتماماً متزايداً من الغرباء. وفي عام 1959، كانت المجموعة موضوع فيلم وثائقي بعنوان الكراهية التي تنتجها الكراهية. الفيلم الوثائقي القى المنظمة في صورة سلبية، ووصفها بأنها مجموعة سيادة السود. وحتى مع مثل هذه الصورة لم تفقد المجموعة الدعم من شعبها. وعندما توفي إيليا محمد، تولى ابنه دور زعيم أمة الإسلام، وحول التنظيم إلى تكرار أكثر تقليدية للإسلام وتخلي عن المعتقدات التي تميل إلى العنف. ودفع هذا التحول الاخرين إلى التخلي عن المجموعة، غير راضين عن التغيير في الايدولوجية. ولقد انشأوا امة الإسلام «الجديدة» من أجل استعادة اهداف التنظيم الأصلي.
بعد مالكوم إكس كزعيم لمعبد نيويورك، أصبح لويس فارخان المتحدث الرسمي باسم أمة الإسلام، وأسس أمة الإسلام الثالثة في عام 1978. بدأ فرخان منظمته مع الآلاف من أتباعه، وأعاد تأسيس مكانته الوطنية، وفي النهاية اشترى مسجد إيليا محمد السابق في شيكاغو لتجديده كمقر للمنظمة. قام فراخان بتوسيع المنظمة دوليًا، وفتح فروعًا في إنجلترا وفرنسا وغانا وجزر الكاريبي، وزرع العلاقات مع الدول الإسلامية الأجنبية، وأقام علاقة مع الدكتاتور الليبي معمر القذافي. عزز مكانته من خلال دعم الحملة الرئاسية الأمريكية لجيسي جاكسون عام 1988، ورعاية مسيرة المليون رجل في عام 1995، وتعزيز الإصلاح الاجتماعي في المجتمعات الأمريكية الأفريقية. بعد تجربة قريبة من الموت في عام 2000، سعى فاراخان إلى تعزيز العلاقات مع مجموعات الأقليات العرقية الأمريكية الأخرى ووارث محمد، مما قلل في النهاية من دوره داخل أمة الإسلام واعتنق الديانيتك، وهي ممارسة للسيانتولوجيا .  
ويصنف مركز قانون الفقر الجنوبي أمة الإسلام على انها مجموعة كراهية، قائلاً: «إن لاهوتها المتمثل في السيادة الفطرية للسود على البيض وخطاب قدتها العنصري والمعاد للسامية والمناهض للمثليين ومزدوجي الميل الجنسي ومغايري الهوية الجنسية قد أكسبت امة الإسلام مكانة بارزة في الرتب. من الكراهية المنظمة». يقود لويس فراخان المجموعة حالياً.

### مالكولم إكس

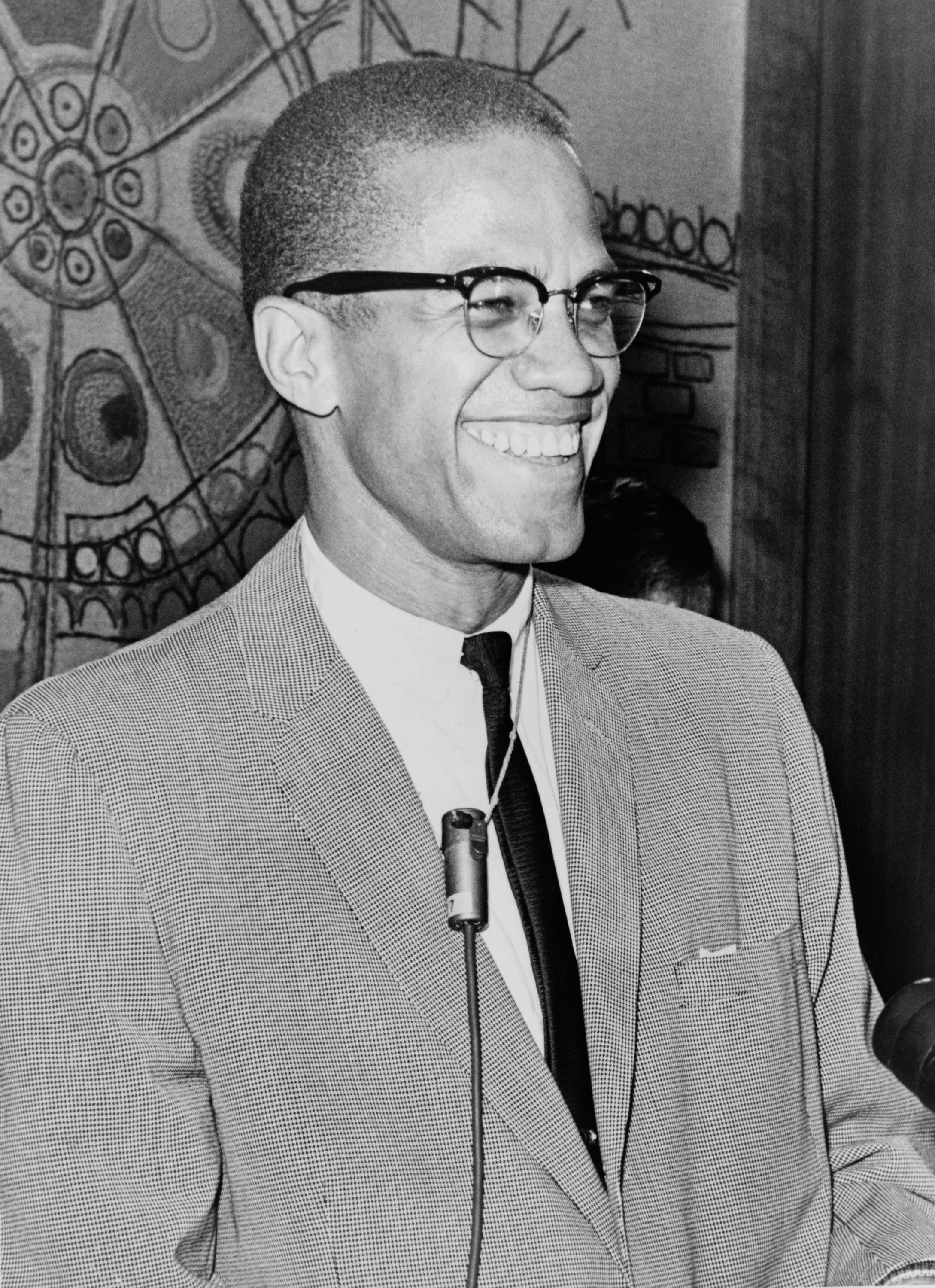
مالكوم إكس

بين عامي 1953 و 1964، بينما عمل معظم القادة الأفارقة في حركة الحقوق المدنية لدمج الأمريكيين الأفارقة في الحياة الأمريكية السائدة، كان مالكولم إكس مدافعًا قويًا عن استقلال السود واستعادة كبرياء السود ورجولتهم.  وأكد أن هناك نفاقًا في القيم المزعومة للثقافة الغربية - من تقاليدها الدينية اليهودية والمسيحية إلى المؤسسات السياسية والاقتصادية الأمريكية - وأفعالها العنصرية بطبيعتها. وأكد أن الانفصالية والسيطرة على السياسة والاقتصاد داخل مجتمعها سيخدم السود بشكل أفضل من تكتيكات زعيم الحقوق المدنية القس. مارتن لوثر كينغ الابن. وجماعات الحقوق المدنية الرئيسية مثل کنفرانس رهبری مسیحیان جنوب و لجنة التنسيق الطلابية اللاعنفية والجمعية الوطنية للنهوض بالملونين و کنگره برابری نژادی . مالكولم إكس أعلن أن اللاعنف كان "فلسفة الأحمق"،  وأنه لتحقيق أي شيء، سيتعين على الأمريكيين الأفارقة استعادة هويتهم الوطنية، واحتضان الحقوق التي يشملها التعديل الثاني، والدفاع عن أنفسهم ضد الهيمنة البيضاء والعنف خارج نطاق القضاء . ردا على القس. خطاب الملك الشهير " لدي حلم " مالكولم إكس قال ساخرًا، "بينما كان الملك يحلم، نعيش نحن الزنوج الكابوس." 
قبل الحج إلى مكة، كان مالكولم إكس يعتقد أن الأمريكيين الأفارقة يجب أن يطوروا مجتمعهم وقيمهم الأخلاقية، بما في ذلك المساعدة الذاتية، والمؤسسات المجتمعية، التي يدعمها المسلمون السود . واعتقد أيضًا أن الأمريكيين الأفارقة يجب أن يرفضوا الاندماج أو التعاون مع البيض حتى يتمكنوا من تحقيق التعاون الداخلي والوحدة. كان يعتقد بشكل نبوي أنه "سيكون هناك إراقة دماء" إذا بقيت مشكلة العنصرية في أمريكا مهملة، وتنازل عن "التسوية" مع البيض. في أبريل 1964، شارك مالكولم إكس في فريضة الحج. وجد مالكولم نفسه يعيد هيكلة آرائه وتراجع عن العديد من الآراء المتطرفة خلال تحوله إلى الإسلام السائد.
عاد مالكولم إكس من مكة بآراء معتدلة تضمنت التخلي عن التزامه بالانفصالية العرقية. ومع ذلك، فقد ظل يؤيد القومية السوداء ودعا إلى أن يتصرف الأمريكيون الأفارقة في الولايات المتحدة بشكل استباقي في حملتهم من أجل حقوق الإنسان المتساوية، بدلاً من الاعتماد على المواطنين القوقازيين لتغيير القوانين التي تحكم المجتمع. تم توضيح مبادئ فلسفة مالكولم إكس الجديدة في ميثاق منظمة الوحدة الأفرو-أمريكية (مجموعة أفريقية علمانية على غرار منظمة الوحدة الأفريقية)، وقد ألهم بعض جوانب حركة الفهد الأسود المستقبلية.
في عام 1965، أعرب مالكولم إكس عن تحفظاته بشأن القومية السوداء، قائلاً: "كنت أقوم بإبعاد الناس الذين كانوا ثوريين حقيقيين مكرسين لقلب نظام الاستغلال الموجود على هذه الأرض بأي وسيلة ضرورية. لذلك كان علي أن أفكر كثيرًا وأعيد تقييم تعريفي لقومية السود. هل يمكننا تلخيص حل المشاكل التي تواجه شعبنا على أنها قومية سوداء؟ وإذا لاحظت، فأنا لم أستخدم التعبير لعدة أشهر." 

### ستوكلي كارمايكل

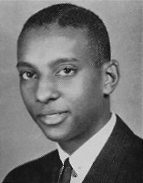
ستوكلي كارمايكل

في عام 1967 القوة السوداء، قدم ستوكلي كارمايكل القومية السوداء. يوضح أن ازدهار العرق الأسود في الولايات المتحدة يعتمد على تطبيق السيادة السوداء. بموجب نظريته، ستسمح القومية السوداء في الولايات المتحدة للسود بالتمكين الاجتماعي والاقتصادي والسياسي بطريقة لم تكن مقبولة في التاريخ الأمريكي. ستعمل الأمة السوداء على عكس استغلال العرق الأسود في أمريكا، حيث سيعمل السود بشكل جوهري لإفادة أوضاعهم الخاصة. سيعمل الأمريكيون الأفارقة في بيئة يديرون فيها أعمالهم الخاصة، والبنوك، والحكومة، ووسائل الإعلام، وما إلى ذلك. القومية السوداء هي عكس الاندماج، وأكد كارمايكل أن التكامل ضار بالسكان السود. مع اندماج السود في المجتمعات البيضاء، فإنهم يديمون نظامًا يكون فيه السود أدنى من البيض. يعتقد أن السود سيستمرون في العمل في بيئة كونهم مواطنين من الدرجة الثانية، ولا يصلون أبدًا إلى المساواة مع المواطنين البيض. لذلك يستخدم كارمايكل مفهوم القومية السوداء لتعزيز المساواة التي من شأنها أن تبدأ في تفكيك العنصرية المؤسسية .

### فرانتز فانون
أثناء وجوده في فرنسا، كتب فرانز فانون كتابه الأول، بشرة سوداء، أقنعة بيضاء، وهو تحليل لتأثير القهر الاستعماري على النفس الأفريقية. كان هذا الكتاب وصفًا شخصيًا لتجربة فانون في كونه أسودًا: كرجل ومثقف وكطرف في تعليم فرنسي. على الرغم من أن فانون كتب الكتاب بينما كان لا يزال في فرنسا، إلا أن معظم أعماله الأخرى كتبت أثناء وجوده في شمال إفريقيا (خاصة الجزائر). خلال هذا الوقت أنتج "معذبو الأرض" حيث يحلل فانون دور الطبقة والعرق والثقافة الوطنية والعنف في النضال من أجل إنهاء الاستعمار . في هذا العمل، شرح فانون وجهات نظره حول الدور التحريري للعنف للمستعمرين، وكذلك الضرورة العامة للعنف في النضال ضد الاستعمار. أسس كلا الكتابين فانون في نظر الكثير من دول العالم الثالث كواحد من أبرز المفكرين المناهضين للاستعمار في القرن العشرين. في عام 1959، جمع مقالاته عن الجزائر في كتاب بعنوان استعمار يحتضر . 

## القرن ال 21
دعا باتريس كولورز، المؤسس المشارك لمؤسسة الشبكة العالمية حركة حياة السود مهمة، إلى تقديم تعويضات عنصرية في شكل "رد مالي، وإعادة توزيع الأراضي، وتقرير المصير السياسي، والبرامج التعليمية ذات الصلة ثقافيًا، واستعادة اللغة، والحق في العودة (أو الإعادة إلى الوطن) "واستشهد بعمل فرانتز فانون من أجل" فهم السياق العالمي الحالي للأفراد السود في القارة الأفريقية وفي الشتات المتعدد ". 
القومية الثورية السوداء

القومية الثورية السوداء هي أيديولوجية تجمع بين القومية الثقافية والاشتراكية العلمية من أجل تحقيق تقرير المصير للسود. يجادل أنصار الأيديولوجية بأن القومية السوداء الثورية هي حركة ترفض جميع أشكال الاضطهاد، بما في ذلك الاستغلال الطبقي في ظل الرأسمالية.  كما تبنت المنظمات القومية الثورية السوداء مثل حزب الفهد الأسود وحركة العمل الثوري مجموعة من السياسات المناهضة للاستعمار مستوحاة من كتابات المنظرين الثوريين البارزين بما في ذلك فرانتز فانون وماو تسي تونغ وكوامي نكروما.  على حد تعبير أحمد محمد (المعروف سابقًا باسم ماكس ستانفورد) الرئيس الميداني الوطني لحركة العمل الثوري:
"نحن قوميين ثوريين سود، لا نرتكز على أفكار التفوق القومي، لكننا نسعى لتحقيق العدالة وتحرير جميع شعوب العالم المضطهدة... لا يمكن أن تكون هناك حرية طالما أن السود مضطهدون وشعوب إفريقيا وآسيا وأمريكا اللاتينية مضطهدة من قبل الإمبريالية اليانكية والاستعمار الجديد. بعد أربعمائة عام من القمع، ندرك أن العبودية والعنصرية والإمبريالية كلها مترابطة وأن الحرية والعدالة للجميع لا يمكن أن تتواجد بسلام مع الإمبريالية". 
رأى الأستاذ والمؤلف هارولد كروز القومية الثورية السوداء بمثابة تقدم ضروري ومنطقي من الأيديولوجيات اليسارية الأخرى، حيث كان يعتقد أن اليساريين غير السود لا يستطيعون تقييم الظروف المادية الخاصة لمجتمع السود وغيرهم من الأشخاص المستعمرين بشكل صحيح:
"لم تنتظر القومية الثورية أن يلحق الفكر الماركسي الغربي بواقع العالم" المتخلف ".. إن تحرير المستعمرات قبل الثورة الاشتراكية في الغرب ليس ماركسية أرثوذكسية (على الرغم من أنه قد يطلق عليه الماوية أو الكاستروية). طالما أن الماركسيين الأمريكيين لا يستطيعون التعامل مع تداعيات القومية الثورية، سواء في الخارج أو في الداخل، فسوف يستمرون في لعب دور الثوريين بالوكالة" 

## في افريقيا
ترمز بعض الدول الأفريقية إلى العرق في قوانين الجنسية والمواطنة الخاصة بها. تمنح ليبيريا وسيراليون الجنسية بحق المولد حصريًا للسود. في حوالي عام 1992، طلبت ملاوي ولادة مواطن مالاوي "من العرق الأفريقي" للحصول على الجنسية المولدية. وبالمثل، اعتادت مالي على منح جنسية حق الولادة فقط للأطفال الذين ولد أحد والديهم "من أصل أفريقي" في البلد.  توفر غانا حق العودة للمنحدرين من أصل أفريقي. غانا هي الدولة الإفريقية الأولى التي سنت هذه السياسة، والتي تم تنفيذها من خلال قانون الهجرة رقم 573 لعام2000 ردًا على ضغط المهاجرين الأمريكيين من أصل أفريقي.  وقد تعاونت بعض شركات السفر الخاصة بأفريقيا الوسطى وتتبع الأصول الجينية مع حكومتي غانا وسيراليون للترويج لجولات الشتات الأفريقي والهجرة هناك.  
شجع روبرت موغابي، الرئيس السابق ورئيس وزراء زيمبابوي، الاستيلاء العنيف على الأراضي الزراعية المملوكة للبيض، وعلق قائلاً "إن الرجل الأبيض ليس من السكان الأصليين لأفريقيا. أفريقيا للأفارقة، وزيمبابوي للزيمبابويين. " 

### نقد
يصف نورم آر ألين جونيور، المدير السابق لمنظمة الأمريكيين من أصل أفريقي من أجل الإنسانية، القومية السوداء بأنها "مزيج غريب من التفكير العميق وهراء براءات الاختراع".
فمن ناحية، يدافع القوميون السود الرجعيون (RBNs) عن حب الذات، واحترام الذات، وقبول الذات، والمساعدة الذاتية، والفخر، والوحدة، وما إلى ذلك - تمامًا مثل اليمينيين الذين يروجون لـ "القيم العائلية التقليدية". ولكن - أيضًا مثل اليمينيين الأكثر تقديسًا - يشجع يدافع القوميون السود الرجعيون التعصب والتعصب والكراهية والتمييز الجنسي ورهاب المثلية ومعاداة السامية والعلم الزائف واللاعقلانية والتحريف التاريخي العقائدي والعنف وما إلى ذلك. 
يقول توند أديليك، أستاذ التاريخ النيجيري المولد ومدير برنامج الدراسات الأمريكية الأفريقية في جامعة مونتانا، في كتابه الأمريكيون غير الأفارقة: القوميون السود في القرن التاسع عشر والبعثة الحضارية أن القومية الأمريكية الأفريقية في القرن التاسع عشر جسدت العنصرية. والقيم الأبوية للثقافة الأوروبية الأمريكية وأن الخطط القومية السوداء لم يتم تصميمها من أجل المنفعة الفورية للأفارقة ولكن لتعزيز ثرواتهم. 
كما قدمت النسويات السود في الولايات المتحدة، مثل باربرا سميث، وتوني كادي بامبارا، وفرانسيس بيل، انتقادات مستمرة لبعض خيوط القومية السوداء، ولا سيما البرامج السياسية التي ينادي بها القوميون الثقافيون. تصور القوميون الثقافيون السود النساء السوداوات فقط في الدور التقليدي غير المتجانس للشخصية المثالية للزوجة والأم. تنتقد باتريشيا هيل كولينز التخيل المحدود للمرأة السوداء في المشاريع القومية الثقافية، حيث كتبت أن النساء السوداوات "يحتلن مكانًا معينًا في الجهود القومية الثقافية السوداء لإعادة بناء الثقافة السوداء الأصيلة، وإعادة تكوين الهوية السوداء، وتعزيز التضامن العرقي، وإرساء أخلاقيات الخدمة المجتمع الأسود ".  يمكن العثور على مثال رئيسي للمرأة السوداء كزوجة وأم من جنسين مختلفين في فلسفة وممارسة تسمى کاويدا تمارسها منظمة الولايات المتحدة . أسس مولانا كارينجا الفلسفة السياسية لكوايدا في عام 1965. نصت مذهبها على أدوار مميزة بين الرجال والنساء السود. على وجه التحديد، كان دور المرأة السوداء كـ "امرأة أفريقية" هو "إلهام زوجها، وتعليم أطفالها، والمشاركة في التنمية الاجتماعية".  يسجل مؤرخ تاريخ المرأة السوداء والسياسة الراديكالية آشلي فارمر تاريخًا أكثر شمولاً لمقاومة النساء السود للتمييز على أساس الجنس والنظام الأبوي داخل المنظمات القومية السوداء، مما أدى إلى العديد من جمعيات عصر القوة السوداء لدعم المساواة بين الجنسين. 

## أنظر أيضا
- مركزية أفريقية
- حركة العودة إلى أفريقيا
- الإبادة الجماعية للسود - فكرة تعرض الأمريكيين الأفارقة للإبادة الجماعية
- الإسرائيليون العبرية السوداء
- الأسود جميل
- حركة حياة السود مهمة
- قوة سوداء
- الانفصالية السوداء
- التفوق الأسود
- هوتيبس
- حركة الهوية
- الوحدة الأفريقية
- العنصرية ضد الأمريكيين السود
- دين الأمريكيين السود
- الانفصال في الولايات المتحدة
- تولسا مذبحة
- القومية البيضاء